# Neoanagraphis chamberlini
Neoanagraphis chamberlini är en spindelart som beskrevs av Willis J. Gertsch och Stanley B. Mulaik 1936. Neoanagraphis chamberlini ingår i släktet Neoanagraphis och familjen månspindlar. Inga underarter finns listade i Catalogue of Life.